# Elsmere (Kentucky)
Pour les articles homonymes, voir Elsmere.
La ville américaine d’Elsmere est située dans le comté de Kenton, dans l’État du Kentucky. Lors du recensement de 2010, sa population s’élevait à 8 451 habitants.

## Source
- (en) Cet article est partiellement ou en totalité issu de l’article de Wikipédia en anglais intitulé « Elsmere, Kentucky » (voir la liste des auteurs).